# Flashrider
Sebastian Kaizik (* September 1974) auch als Flashrider bekannt, ist ein  polnischer DJ und Musikproduzent in den Genres hands up und House. Er veröffentlichte auch unter den Pseudonymen Danny-S und Magnezz. Größere Bekanntheit erlangte er mit seiner Single Attenzione!.

## Karriere
Sebastian entdeckte seine Leidenschaft für Musik um 1995. 1997 fand sein erstes Konzert in Köln statt. Im Jahr 1998 nimmt er seine erste Single namens Onga In Tokyo auf. Im Jahr 2001 wurde Flashrider Resident des Klubs Chorhovskaya Pyramide. Er lernte sich auch kennen und begann mit Sebastian Golasik zu arbeiten. Im Jahr 2002 boten Yann Peifer (Yanou) und Sven Petersen ihnen eine langfristige Zusammenarbeit an, und im selben Jahr erschien die zweite Flashrider Single, Attenzione!, produziert von Sven Petersen. Es wurde ein Hit in Polen und einigen europäischen Ländern. Im Jahr 2004 wurde ein Videoclip zu dieser Single gedreht.
Im Jahr 2004 eröffnet Sebastian sein eigenes Label mit Hauptsitz in Gliwice, Flash Music. Mit Flash Music haben bekannte Künstler einen Vertrag unterzeichnet: C-Bool, Base Attack, sowie Bands, die DJ Manian, Bass-T, MBrother und andere waren. Darauf veröffentlicht Flashrider seine nächste Single: Sex in the Club. Es wurde von Yann Peifer und Manuel Reuter produziert und wurde von Sebastian selbst und dem DJ Pulsedriver aufgeführt.
Dann spielte Flashrider in vielen Bands wie East-West Rockerz, S-Cape und anderen. Er hat auch mehr als 100 Remixe gemacht. Im Jahr 2005 veröffentlichte Sebastian unter dem Pseudonym Danny-S zusammen mit Kamil Staniszewski (Taito) das Album Rainbow. Im Jahr 2006 veröffentlichte Flashrider gemeinsam mit der polnischen Band Wanda I Banda die Single Nie Będę Julią, ein Remake einer Version des Songs aus dem Jahr 1984. Die Single wurde auf dem Label Magic News unter der Nummer 122 veröffentlicht. Im Jahr 2008 veröffentlichte er als Danny-S die Single Keep Me Hanging On 2k9, und 2013 veröffentlichte er als Flashrider zusammen mit Kelli Leigh und Renald die Single So in Luv. Der Videoclip zu letzterem wurde im selben Jahr gedreht und veröffentlicht. Als Nächstes spielte er auf Kontor Records Partys. Von 2014 bis 2015 arbeitete er als DJ in den Liquid Studios.

### Nebenprojekte
Er veröffentlichte diverse Singles gemeinsam mit verschiedenen DJs unter folgenden Pseudonymen:
- S-Force One (mit Bass-T)
- East-West Rockerz (mit DJ Manian und MBrother)
- S-Cape (mit Sebastian Golasik)
- Magnezz (mit Base Attack)
- Sample Gangsters (mit Taito, Base Attack und BBX)

## Diskographie

### Alben
- 2005: Rainbow (Danny-S vs. Taito)

### Singles
- 1998: Onga In Tokyo
- 2002: Attenzione!
- 2004: Sex in the Club
- 2006: Nie Będę Julią (vs. Wanda I Banda)
- 2008: Keep Me Hanging On 2k9 (als Danny-S)
- 2013: So in Luv (feat. Kelli Leigh & Renald)